# Karin Nelson
Karin Nelson, född 4 september 1960 i Boviken norr om Skellefteå, är en svensk professor i orgel- och orgelinterpretation. 

## Biografi
Karin Nelsons far var självlärd kantor i Boviken, hon studerade piano för organisten Bengt-Arne Harlin i Skellefteå landskyrka och därefter till musiklärare och kyrkomusiker vid musikhögskolorna i Piteå och Göteborg, samt genomförde diplomutbildning i Göteborg och studier i orgel- och cembalospel vid Sweelinckkonservatoriet i Amsterdam.
Nelson har varit organist i Hagakyrkan, lärare på kyrkomusikerutbildningen i Göteborg och professor i orgel och orgelimprovisation vid Högskolan för scen och musik vid Göteborgs universitet. Sedan 2013 är hon professor vid Norges musikhögskola i Oslo.
Hon disputerade 2010 med avhandlingen Improvisation and Pedagogy through Heinrich Scheidemann’s Magnificat Settings, som handlar om orsaken till notation i norra Tyskland under 1600-talet då organister annars i huvudsak var kända för sin förmåga att improvisera. Förutom konsertverksamhet i Sverige och utomlands har hon gjort ett flertal radio- och CD-inspelningar.
Karin Nelson är gift med orgelbyggaren Karl Nelson.